# Ratusz w Otyniu
Ratusz w Otyniu – zabytkowa siedziba władz miejskich znajdująca się w mieście Otyń, w województwie lubuskim. Znajduje się przy Rynku.
Budynek został wzniesiony na planie kwadratu i powstał w 1844 roku. Reprezentuje styl późnoklasycystyczny. Wszystkie poprzednie budowle zostały zniszczone przez pożary, które kilkakrotnie nawiedziły Otyń.